# Nebuloasă planetară

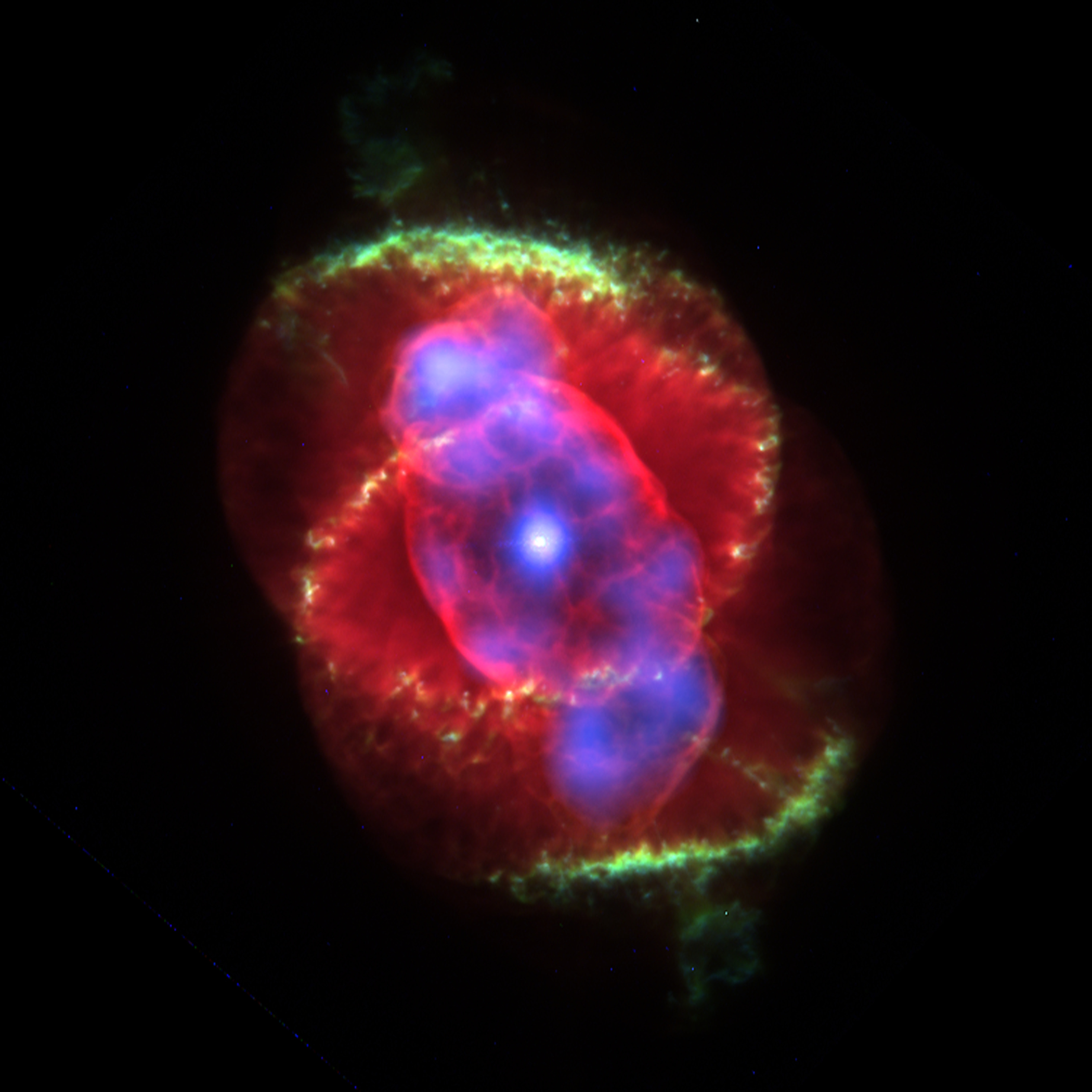
NGC 6543, nebuloasa Ochiul Pisicii

O nebuloasă planetară este un obiect astronomic constând dintr-o membrană din gaz și plasmă, formată din anumite tipuri de stele aflate la sfârșitul vieții. Numele își are originea dintr-o asemănare cu planetele gigant, când acestea sunt vizualizate printr-un mic telescop optic, și nu are legătură cu planetele sistemului solar. Ele reprezintă un fenomen cu o viață relativ scurtă, durând câteva zeci de mii de ani, în comparație cu durata medie de viață a unei stele care este de câteva miliarde de ani.
La sfârșitul vieții unei stele, în timpul etapei gigantă roșie, straturile exterioare ale stelei sunt eliminate prin pulsații și prin puternicul vânt solar. Fără aceste straturi opace nucleul rămas al stelei strălucește intens și este foarte fierbinte. Radiațiile ultraviolete emise de acest nucleu ionizează straturile exterioare eliminate ale stelei, ele radiind ca o nebuloasă planetară. Georges Abell și Peter Goldreich au stabilit, în mod corect, că nebuloasele planetare evoluează din stelele gigantice roșii.
Nebuloasele planetare sunt obiecte importante în astronomie deoarece joacă un rol crucial în evoluția chimică a galaxiei, returnând material în mediul interstelar care a fost îmbogățit cu elemente grele și alte produse ale nucleosintezei (cum ar fi carbonul, azotul, hidrogenul și calciul). În alte galaxii, nebuloasele planetare pot fi singurele obiecte observabile astfel încât să ofere informații utile despre abundențele chimice.
În ultimii ani, imaginile obținute cu Telescopul Spațial Hubble au dezvăluit multe nebuloase planetare cu morfologii extrem de complexe și variate. Aproximativ o cincime sunt aproape sferice dar majoritatea nu sunt sferic simetrice. Mecanismele care produc o astfel de varietate a formelor și caracteristicilor nu sunt încă bine înțelese, dar stelele binare centrale, vânturile solare și câmpurile magnetice pot juca un rol.

## Observații

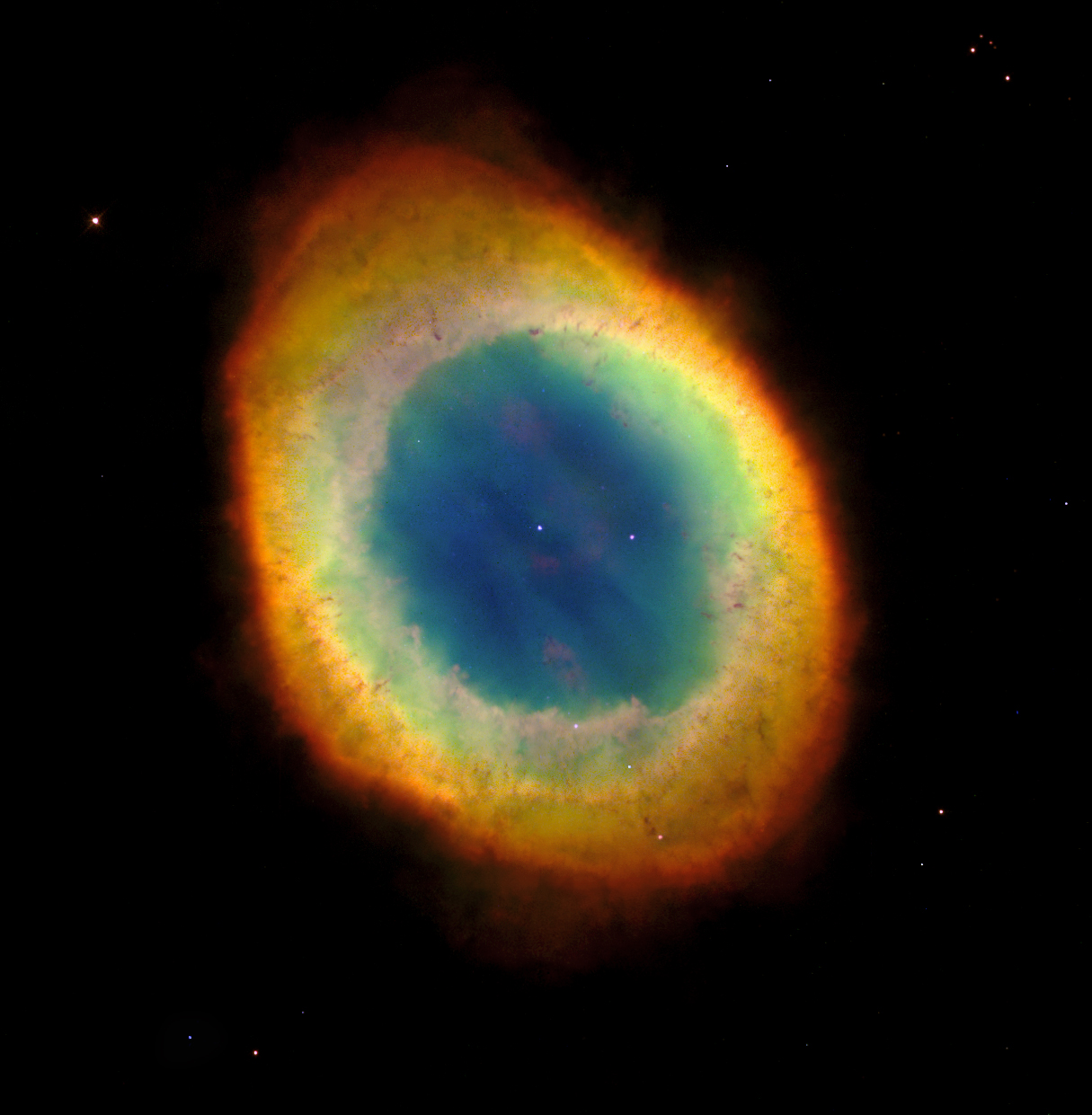
NGC 6720, nebuloasa planetară Inelul

Nebuloasele planetare sunt în general obiecte neclare ce nu pot fi văzute cu ochiul liber. Prima nebuloasă planetară descoperită a fost Nebuloasa Dumbbell în constelația Vulpecula, observată de Charles Messier în 1764 și listată ca M27 în catalogul său cu obiecte nebuloase. Pentru primii observatori cu telescoape de rezoluție mică, M27 și nebuloasele planetare descoperite ulterior semănau oarecum cu giganții gazoși, iar William Herschel, descoperitorul planetei Uranus, a inventat termenul de „nebuloasă planetară” pentru ei, cu toate că, așa cum știm acum, ele sunt foarte diferite de planete.
Natura nebuloaselor planetare a fost necunoscută până la apariția primelor observații spectroscopice la mijlocul secolului 19. William Huggins a fost unul dintre primii astronomi care au studiat spectrul optic al obiectelor astronomice folosind o prismă pentru a le dispersa lumina. Observațiile lui asupra stelelor au arătat că spectrele lor constau dintr-un continuu cu multe linii întunecate suprapuse peste ele, aflând mai târziu că multe obiecte nebuloase cum ar fi Nebuloasa Andromeda (așa cum era cunoscută atunci) au spectre optice foarte similare cu rezultatele observațiilor sale - s-a arătat mai târziu că aceste nebuloase erau de fapt galaxii.
Cu toate acestea, atunci când s-a uitat la Nebuloasa Ochiul-Pisicii, el a găsit un spectru foarte diferit. În schimbul unui continuu puternic cu linii de absorbție suprapuse, Nebuloasa Ochiul-Pisicii și alte obiecte similare aveau un număr mic de linii de emisie. Cea mai strălucitoare dintre acestea avea o lungime de undă de 500.7 nanometri, ceea ce nu corespundea cu nici o linie a unui element cunoscut. La început s-a lansat ipoteza că linia s-ar datora unui element necunoscut care a fost denumit nebulium - o idee similară a dus la descoperirea heliului prin analiza spectrală a Soarelui în 1868.
Cu toate acestea, în timp ce heliul era izolat pe pământ la scurt timp după descoperirea sa în spectrul soarelui, nebulium nu era. La începutul secolului 20, Henry Norris Russell a propus ca în loc de a fi cauzată de un nou element, linia de 500.7 nm se datora unui element familiar în condiții nefamiliare.
Fizicienii au arătat în anii 1920 că într-un gaz la densități extrem de mici, electronii pot popula niveluri de energie excitate metastabile în atomi și ioni care la densități mai mari ies din starea de excitație datorită coliziunilor. Tranzițiile de electroni de la aceste niveluri în ionul de oxigen (O2+ sau OIII) dau naștere liniei de 500.7 nm. Aceste linii spectrale, care pot fi văzute numai în gaze cu densitate foarte mică, sunt numite linii interzise. Astfel observațiile spectroscopice au arătat că nebuloasele erau alcătuite din gaze extrem de rarefiate.
După cum se discută mai jos, stelele din centrul nebuloaselor planetare sunt foarte fierbinți. Cu toate acestea, luminozitatea lor este foarte mică, fapt care sugerează că ele trebuie să fie foarte mici. Numai odată ce o stea își epuizează tot combustibilul nuclear poate să se plieze într-un asemenea volum mic; astfel nebuloasele planetare au ajuns să fie înțelese ca fiind ultimul stadiu în evoluția stelară. Observațiile spectroscopice arată că toate nebuloasele planetare se extind, astfel apărând ideea că ele au fost cauzate de straturile exterioare ale unei stele care au fost aruncate în spațiu la sfârșitul vieții sale.
Spre sfârșitul secolului 20 îmbunătățirile tehnologice au ajutat la avansarea studiilor nebuloaselor planetare. Telescoapele spațiale au permis astronomilor să studieze lumina emisă din afara spectrului vizibil care nu este detectabilă din observatoarele terestre (deoarece numai undele radio și lumina vizibilă penetrează atmosfera pământului). Studiile în infraroșu și ultraviolet efectuate asupra nebuloaselor planetare au permis determinări mult mai precise ale temperaturilor, densităților și abundenței nebuloaselor. Tehnologia CCD a permis măsurarea cu precizie a unor linii spectrale mult mai neclare, acest lucru nefiind posibil anterior. De asemenea, Telescopul Spațial Hubble a arătat că, deși în aparență multe nebuloase par a avea structuri simple și regulate de pe pământ, rezoluția optică foarte mare obținută de un telescop aflat deasupra atmosferei Pământului dezvăluie morfologii extrem de complexe.
În schema clasificării spectrale Morgan-Keenan, nebuloasele planetare sunt clasificate ca Tip-P, cu toate că această notație este rareori folosită în practică.

## Origini

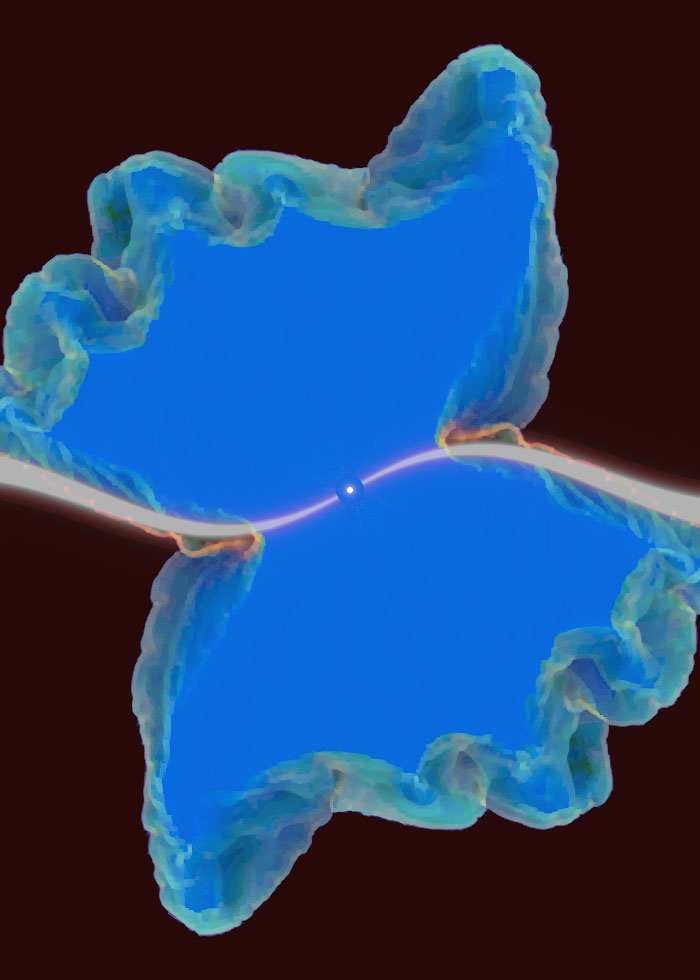
Simulare pe computer a formării unei nebuloase planetare dintr-o stea cu un disc deformat, arătând complexitatea care poate rezulta dintr-o mică asimetrie inițială.

Stelele care cântăresc mai mult de 8 mase solare își vor sfârși viețile cel mai probabil printr-o explozie dramatică tip supernova, dar pentru stelele cu masă medie sau mică în comparație cu masa Soarelui nostru sfârșitul poate atrage după sine crearea unei nebuloase planetare.
Stelele care devin inevitabil nebuloase planetare strălucesc o mare parte din viață datorită reacțiilor de fuziune nucleară care transformă hidrogenul în heliu, aceste reacții având loc în nucleul stelei. Energia eliberată în reacțiile de fuziune împiedică prăbușirea stelei sub acțiunea propriei sale gravitații, steaua fiind stabilă.
După câteva miliarde de ani, steaua rămâne fără hidrogen și nu mai există suficientă energie care curge din nucleu spre exterior pentru a susține straturile exterioare ale stelei. Astfel nucleul se contractă și se încălzește. În mod curent nucleul soarelui are o temperatură de 15 milioane K, dar când rămâne fără hidrogen contracția nucleului va determina creșterea temperaturii până la aproximativ 100 milioane K.
Straturile exterioare se extind enorm datorită temperaturii foarte mari a nucleului, devenind mult mai reci. Steaua devine un gigant roșu. Nucleul își continuă contracția și încălzirea iar atunci când temperatura sa atinge 100 milioane K, nucleele atomilor de heliu încep să fuzioneze, formând carbon și oxigen. Reînceperea reacțiilor de fuziune oprește contracția nucleului. Arderea heliului formează curând un nucleu inert din carbon și oxigen, înconjurat de un înveliș de ardere a heliului și unul de ardere a hidrogenului. În acest ultim stadiu steaua va fi un gigant roșu din punct de vedere observațional și o stea ramură gigant asimptotică din punct de vedere structural.
Reacțiile de fuziune a heliului sunt extrem de sensibile la temperatură, având rate de reacție proporționale cu T40. Acest fapt înseamnă că o creștere de 2% a temperaturii determină o accelerare a ratei de reacție cu mai mult de 200%. Aceasta face ca steaua să fie foarte instabilă - o creștere mică a temperaturii duce la o creștere rapidă a ratei reacțiilor, proces ce eliberează multă energie, mărind astfel și mai mult temperatura. Învelișul de ardere a heliului se extinde rapid, răcindu-se astfel, ceea ce reduce din nou rata de reacție. Pulsații uriașe se acumulează. Acestea vor deveni la un moment dat suficient de mari pentru a arunca întreaga atmosferă solară în spațiu.
Gazele evacuate formează un nor de material în jurul nucleului expus al stelei. Pe măsură ce atmosfera se îndepărtează de stea, straturi din ce în ce mai adânci cu temperaturi din ce în ce mai mari sunt expuse. Când suprafața expusă ajunge la o temperatură de 30.000K, sunt emiși suficienți fotoni ultravioleți pentru a ioniza atmosfera eliminată, făcând-o să strălucească. Norul a devenit astfel o nebuloasă planetară.
Soarele va deveni și el o nebuloasă planetară după explozia sa, iar în centrul exploziei va rămâne o stea pitică albă, cu spectrul stelar DA (A culori albe și D nucleul Solar).

## Durata vieții
Gazele nebuloasei planetare plutesc într-o altă direcție față de steaua centrală cu viteze de câțiva kilometri pe secundă. În același timp cu expansiunea gazelor, steaua centrală suferă o evoluție în două stagii: întâi devine mai fierbinte în timp ce își continuă contracția și reacțiile de fuziune a hidrogenului au loc într-un înveliș din jurul nucleului iar apoi se răcește în timp ce își radiază energia și reacțiile de fuziune au încetat deoarece steaua nu este destul de grea pentru a genera în nucleu temperaturile necesare pentru fuziunea carbonului și oxigenului. În timpul primei faze steaua centrală devine mai fierbinte, atingând la un moment dat temperaturi de aproximativ 100.000K. În cele din urmă se va răci atât de mult încât nu va mai emite destule radiații ultraviolete pentru ionizarea norului de gaz care se îndepărtează. Steaua devine o pitică albă și norul de gaz se recombină, devenind invizibil. Pentru o nebuloasă planetară tipică vor trece aproximativ 10.000 de ani între formarea ei și recombinarea stelei.

## Reciclare galactică
Nebuloasele planetare joacă un rol foarte important în evoluția galactică. Universul timpuriu consta aproape în întregime din hidrogen și heliu dar stelele creează elemente mai grele prin fuziune nucleară. Gazele nebuloaselor planetare conțin astfel o proporție mare de elemente cum ar fi carbonul, azotul și oxigenul și, pe măsură ce se extind și fuzionează cu mediul interstelar, ele îl îmbogățesc cu aceste elemente grele, cunoscute sub numele de metale de către astronomi.
Generațiile următoare de stele care se formează vor avea un conținut inițial de elemente grele mai mare. Cu toate că elementele grele vor reprezenta încă o foarte mică parte dintr-o stea, ele au un efect însemnat asupra evoluției sale. Stelele care s-au format foarte timpuriu în univers și care conțin mici cantități de elemente grele sunt cunoscute ca stele tip Populație II în timp ce stelele mai tinere cu un conținut mai mare de elemente grele sunt cunoscute ca stele tip Populație I (vezi populația stelară).

## Caracteristici

### Caracteristici fizice

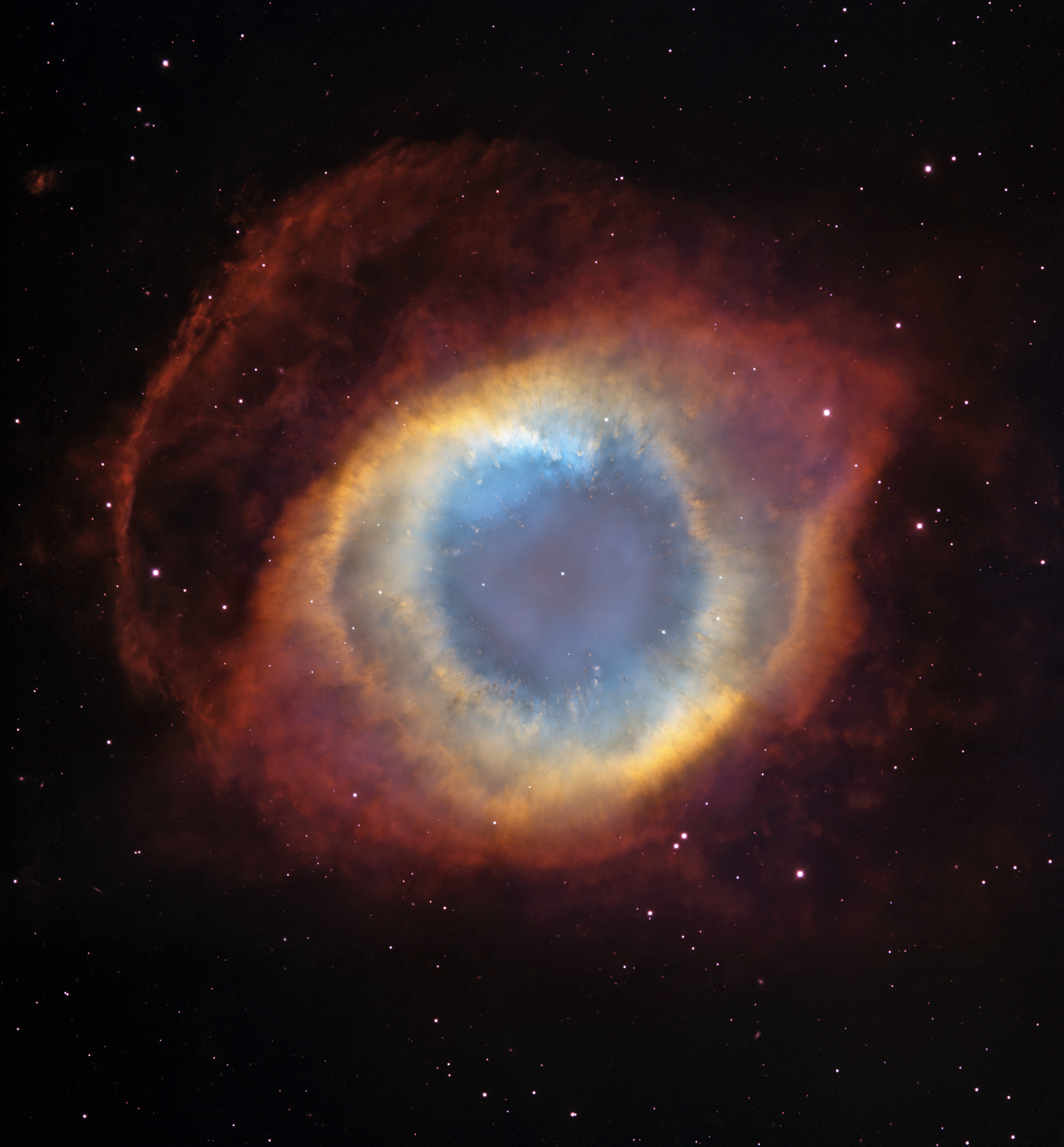
NGC 7293, Nebuloasa Helix

O nebuloasă planetară tipică are un diametru de aproximativ un an-lumină și este compusă din gaze extrem de rarefiate, de obicei cu o densitate în jur de 1000 particule pe cm3 (prin comparație, atmosfera Pământului conține 2.5×1019 particule pe cm3). Nebuloasele planetare tinere au cele mai mari densități, câteodată ajungând la 106 particule pe cm3. Pe măsură ce nebuloasele îmbătrânesc, expansiunea lor determină scăderea densității. Radiația de la steaua centrală încălzește gazele până la temperaturi de aproximativ 10.000 K. Contrar intuiției, se observă că temperatura gazelor se mărește pe măsură ce distanța față de steaua centrală crește. Acest lucru se întâmplă deoarece cu cât un foton este mai energetic cu atât șansa de a fi absorbit scade și astfel fotonii mai puțin energetici tind să fie primii absorbiți. În regiunile exterioare ale nebuloasei, majoritatea fotonilor de energie mică au fost deja absorbiți iar fotonii rămași de energie mare dau naștere temperaturilor mai mari.
Nebuloasele pot fi descrise ca materie legată sau radiație legată. În primul caz nu există destulă materie în nebuloasă pentru a absorbi toți fotonii ultravioleți emiși de stea iar nebuloasa vizibilă este complet ionizată. În cel de-al doilea caz nu există destui fotoni ultravioleți emiși de steaua centrală pentru a ioniza tot gazul înconjurător și frontul de ionizare se propagă în exterior înspre învelișul neutru circumstelar.
Deoarece majoritatea gazului dintr-o nebuloasă planetară tipică este ionizat (ex. o plasmă) efectele câmpurilor magnetice pot fi semnificative, dând naștere unor fenomene ca filamentarea și instabilități ale plasmei.

### Numere și distribuție
Aproximativ 3000 de nebuloase planetare sunt cunoscute în galaxia noastră, din 200 de miliarde de stele. Viața lor foarte scurtă în comparație cu durata de viață totală stelară explică raritatea lor. Ele se găsesc în general prin apropierea platoului Căii Lactee, cu cea mai mare concentrație în apropierea centrului galactic. Nebuloasele planetare au fost detectate ca fiind membrii în numai patru roiuri globulare: M 15, M 22, NGC 6441 și Palomar 6. Cu toate acestea încă nu există un caz în care o nebuloasă planetară a fost descoperită într-un roi deschis.

### Morfologie
Numai în jur de 20% din nebuloasele planetare sunt simetrice sferic. O largă varietate de configurații există, observându-se câteva modele foarte complexe. Motivul pentru varietatea uriașă de forme nu este înțeles pe deplin dar poate fi cauzat de interacțiuni gravitaționale cu stele pereche dacă stelele centrale sunt stele duble. Altă posibilitate este că stelele întrerup fluxul de material care se îndepărtează de stea în timp ce se formează nebuloasa. În ianuarie 2005 astronomii au anunțat prima detectare a câmpurilor magnetice din jurul stelelor centrale aparținând unor nebuloase planetare și au emis ipoteza că aceste câmpuri pot fi responsabile parțial sau total pentru formele remarcabile  Arhivat în 20 noiembrie 2008, la Wayback Machine..

## Probleme curente în studiul nebuloaselor planetare
O problemă veche în studiul nebuloaselor planetare este că, în majoritatea cazurilor, distanțele lor sunt determinate cu o precizie foarte slabă. Pentru foarte puține nebuloase planetare apropiate determinarea distanțelor prin măsurarea paralaxei de expansiune este posibilă: observațiile de înaltă rezoluție luate la distanță de câțiva ani vor arăta extinderea nebuloasei perpendicular cu linia vizuală, în timp ce observațiile spectroscopice asupra Efectului Doppler vor arăta viteza expansiunii în linia vizuală. Comparația dintre expansiunea unghiulară și velocitatea derivată a expansiunii va releva distanța până la nebuloasă.
Dezbaterea despre cum poate fi produsă o asemenea gamă de forme nebulare reprezintă un subiect controversat. În mare, se consideră că interacțiunile dintre materialul care se îndepărtează de stea la viteze diferite dă naștere majorității formelor observate. Cu toate acestea unii astronomi cred că stelele duble centrale trebuie să fie responsabile pentru cel puțin nebuloasele planetare mai complexe și extreme. Un studiu recent a descoperit faptul că mai multe nebuloase planetare conțin câmpuri magnetice puternice, lucru presupus deja de către Grigor Gurzadyan în anii 1960 (vezi ex. ref. [3]). Interacțiunile magnetice cu gazul ionizat pot fi responsabile de crearea formei unor nebuloase planetare.
Există două moduri diferite de a determina abundența de metal din nebuloase, care se bazează pe tipuri diferite de linii spectrale și uneori se observă discrepanțe mari între rezultatele obținute cu cele două metode. Unii astronomi pun acest fapt pe seama prezenței unor fluctuații mici de temperatură în nebuloasele planetare; alții susțin că discrepanțele sunt prea mari pentru a fi explicate prin efectele de temperatură și presupun, pentru a explica fluctuațiile, existența unor noduri reci ce conțin foarte puțin hidrogen. Cu toate acestea, până acum nu au fost observate asemenea noduri.
În anumite condiții, când o stea și-a folosit tot combustibilul, aceasta își împrăștie o mare parte din masă sub forma unui inel de gaze care o înconjoară, acesta devenind vizibil datorită excitației provenite de la steaua centrală. Ele se diluează în spațiu în câteva zeci de mii de ani. Aceste nebuloase sunt numite "planetare" deoarece atunci când sunt privite printr-un telescop modest au un aspect circular, asemănător cu o planetă.